# Araracuara vetusta
Araracuara vetusta är en brakvedsväxtart som beskrevs av Fern. Alonso. Araracuara vetusta ingår i släktet Araracuara och familjen brakvedsväxter. Inga underarter finns listade i Catalogue of Life.